# 霍洛季夫卡 (圖利欽區)
48°42′29″N 28°58′29″E / 48.70806°N 28.97472°E
霍洛季夫卡（烏克蘭語：Холодівка）是位於烏克蘭西南部文尼察州圖利欽區的村莊，始建於1810年，面積4.51平方公里，海拔高度216米，2001年人口1,064，人口密度每平方公里235.92人。